# Jideblasko International
Jideblasko International är den svenska soulartisten Kaahs fjärde album. Albumet innehåller hans låt "Innan Du Går". Plattan släpptes under 2003.

## Låtlista
1. "Jideblasko International"
2. "Stick Upp"
3. "Bobby Bling Bling-Återkomsten"
4. "Du Kan Få Mej"
5. "Innan Du Går"
6. "Dirty Lorentz Mittro"
7. "Work (s/m-remix)"
8. "Kom Å Bind Mej"
9. "Fällan"
10. "Jideblaskos Talar"
11. "Tiden Som Vi Lever I"
12. "Kändisliv"